# Budín
Budín (1222 m) – szczyt we wschodniej części grupy górskiej Magury Orawskiej na Słowacji. Jest najwyższym szczytem w tej części, określanej też nazwą Pasmo Budína a przez Słowaków – Budínska Magura.
Szczyt Budína wznosi się mniej więcej w połowie długości tego pasma. Stanowi go niezbyt wybitne wzniesienie głównego grzbietu pasma. Sam szczyt jest zalesiony, większe polany znajdują się na grzbiecie po obu jego stronach.
Na szczyt grzbietem z dwóch stron prowadzi znakowany kolorem czerwonym szlak turystyczny:
  z przełęczy Przysłop przez Šubovkę (1128 m) 3:15 h (z powrotem 2:45 h;
  ze Słanickiej Osady przez Magurkę (1112 m) 3 h (z powrotem 2:15 h).